# Ричард Лендър
Ричард Лемон Лендър (на английски: Richard Lemon Lander) е британски пътешественик, изследовател на Западна Африка.

## Биография

### Произход и младежки години (1804 – 1825)
Роден е на 8 февруари 1804 година в Труро, административен център на Корнуол, Великобритания, в семейството на кръчмар. На 11-годишна възраст напуска Англия с търговски кораб плаващ до Западна Индия. След завръщането си през 1818 г., работи при няколко заможни семейства, пътувайки с тях из Европа.

### Експедиционна дейност (1825 – 1834)

#### Участие в експедицията на Хю Клипертън (1825 – 1828)
През 1825 – 1827 участва като асистент в пътешествието на Хю Клапертън в Западна Африка и е единствения оцелял европеец от експедицията, като се завръща в Англия през юли 1828. След завръщането си младия асистент на Клапертън удивлява англичаните като издава двутомния си труд: „Records of Clapperton's last expedition to Africa“, Vol. 1 – 2, London, 1829 – 1830 (в превод: „Материали от последната експедиция на Клапертън в Африка“), в който се изявява като талантлив изследовател.

#### Изследване долното течение на река Нигер (1830 – 1831)
През 1830, заедно с брат си Джон Лендър, по нареждане на „Британската африканска асоциация“, предприема ново пътуване в Западна Африка. От Робския бряг в района на днешния град Лагос двамата братя по вече известния на Ричард път стигат до водопадите Буса на река Нигер, от където предприемат плаване надолу по реката. На 25 октомври братята откриват устието на река Бенуе (1400 км, най-големия ляв приток на Нигер), Джон Лендър я проследява на значително разстояние и стига до правилния извод, че тази река не е свързана с Нил, но тогава не му повярват. Продължават плаването надолу и достигат до делтата на Нигер, като по този начан проследяват около 750 от долното течение на голямата река. В устието на реката двамата братя попадат в лапите на роботърговците и чак след намесата на английски търговец, който ги откупува са спасени от робско бъдеще.
През 1831 се завръщат в Англия и Ричард Лендър издава втората си книга озаглавена: „Journal of an expedition to explore the course and the termination of the Niger“, Vol. 1 – 3, London, 1832 (в превод: „Дневник на експедицията за изследване на течението и устието на Нигер“).

#### Втора експедиция по течението на река Нигер (1832 – 1833)
През 1832 – 1833 участва в експедиция в Западна Африка, и отново с брат си. Експедицията е организирана и възглавявана от ливърпулския търговец Макгрегър Лерд с два парахода и около 50 души екипаж, целта на която е изучаване на икономическите ресурси на района и установяване на търговски връзки с местните племена. Двамата братя изследват долното течение на Нигер и 150 км от долното течение на Бенуе. Голяма част от състава на експедицията умира от треска и в сражения с местните племена. Ричард Лендър е тежко ранен в бедрото, успява да се върне на брега, но там умира на 6 февруари 1834 година, а брат му Джон успява да се върне в Англия.

## Признание
През 1832 г. е награден с медал „за важни заслуги при изследването на Нигер“.